# Červený Újezdec (Vlastec)
Červený Újezdec, bis 1924 Červený Újezd (deutsch Roth Augezd, 1939–45 Rotaujest) ist ein Ortsteil der Gemeinde Vlastec in Tschechien. Er liegt neun Kilometer nordöstlich von Písek in Südböhmen und gehört zum Okres Písek.

## Geographie
Červený Újezdec befindet sich linksseitig über dem vom Orlíkstausee gefluteten Moldautal im Mittelböhmischen Hügelland. Das Dorf liegt in der Talmulde des Baches Újezdecký potok, der hier im Teich Újezdecký rybník gestaut wird. Westlich von Červený Újezdec verläuft die Staatsstraße II/138 zwischen Zvíkovské Podhradí und Záhoří. Am südöstlichen Ortsrand führt die Bahnstrecke Tábor–Písek vorbei, der Bahnhof Vlastec liegt 500 m südlich von Červený Újezdec. Nördlich erhebt sich die Otava (453 m), im Süden die Kašina hora (457 m) und westlich die Skladiště (492 m). Gegen Nordosten erstreckt sich der Kostřaner Wald.
Nachbarorte sind Oslov, Zběrov und Červená 2. díl im Norden, Habr und Jetětice im Nordosten, Truhlařov, Jetětické Samoty, Červená, Pazderna und Babák im Osten, Struhy, Na Babách und Temešvár im Südosten, Jamný, Kašina Hora und Dolní Záhoří im Süden, Vlastec, Zálesná und Držov im Südwesten, U Marečků, Spolí und Louka im Westen sowie Rybárna, Tukleky und Pazderny im Nordwesten.

## Geschichte
Die erste schriftliche Erwähnung von Ougezd erfolgte 1323 unter den Gütern der königlichen Burg Klingenberg, als König Heinrich diese an Peter I. von Rosenberg verpfändete. Einige Jahre später löste der König das Pfand wieder aus. Nachdem im Jahre 1430 Hussiten die Burg Klingenberg belagerten, verpfändete König Sigismund die Herrschaft 1431 an Ulrich II. von Rosenberg. Heinrich V. von Rosenberg, der die überschuldete Herrschaft 1472 übernommen hatte, verkaufte am 28. September 1473 ein Viertel der Besitzungen des Hauses Rosenberg, darunter auch das Klingenberger Pfand, seinem Vetter Bohuslav V. von Schwanberg. Zwischen 1554 und 1572 ließen die Herren von Schwanberg auf Klingenberg die alte Feste Ougezd zu einem Renaissanceschloss umbauen. Im Jahre 1612 verkaufte Georg Ehrenreich von Schwanberg die Herrschaft Klingenberg an Johann Georg von Schwanberg auf Worlik, das Gut Ougezd behielt er für sich. Letzter Besitzer von Ougezd aus dem Hause Schwanberg war ab 1640 Johann Wilhelm von Schwanberg. Im Jahre 1662 erwarb Dietrich von Germersheim auf Bzy das Gut mit dem Hof, der Brauerei und neun Dörfern von Eleonore von Schwanberg. Danach kauften die Fürsten von Eggenberg das Gut Roth-Augezd auf und schlugen es dem Familienfideikommiss Worlik zu. Nachdem 1717 die Eggenberger im Mannesstamme erloschen, erbte 1719 das Haus Schwarzenberg deren Besitzungen.
Im Jahre 1837 umfasste das Gut Roth-Augezd die Dörfer Roth-Augezd, Ober-Zahořj (Horní Záhoří), Unter-Zahořj (Dolní Záhoří), Wlastetz, Swatonitz (Svatonice), Třeschnie (Třešně), Jamny (Jamný), Neu-Sattel, Kaschnahora (Kašina Hora), Tuklek (Tukleky) und Lauka (Louka). Das Dorf Roth-Augezd / Čerweny Augezd bestand
aus 14 Häusern mit 144 Einwohnern, darunter einer Israelitenfamilie. Im Ort gab es ein herrschaftliches Schloss mit der Wohnung eines Wirtschaftsbeamten, ein Bräuhaus, einen Meierhof, eine Schäferei, eine Branntweinbrennerei und eine Pottaschensiederei. Pfarr- und Schulort war Woslow. Bis zur Mitte des 19. Jahrhunderts bildete das Gut Roth-Augezd einen Teil der Fideikommissherrschaft Worlik samt den Allodialgütern Zalužan, Zbenitz und Bukowan.
Nach der Aufhebung der Patrimonialherrschaften war Červený Oujezd/Roth-Augezd ab 1850 ein Ortsteil der Gemeinde Záhoří in der Bezirkshauptmannschaft und dem Gerichtsbezirk Písek. Ab 1880 führte das Dorf den Namen Červený Újezd und gehörte zur Gemeinde Horní Záhoří. In den 1880er Jahren entstand die Gemeinde Vlastec. Der Bau der Bahnstrecke Tábor – Milevsko – Písek – Ražice zwischen 1886 und 1889 riss die Gegend aus ihrer Abgeschiedenheit, bei der Mühle Saník wurde die Eisenbahnbrücke über das Moldautal errichtet. Der heutige Ortsname Červený Újezdec wurde 1924 eingeführt.
Zwischen 1956 und 1963 erfolgte der Bau der Orlík-Talsperre, mit der im Moldautal Červená 1. díl und Červená 3. díl sowie die Einschichten Adámkův Mlýn (auch Mašek genannt), Jílovec, Saník, Šejharův Mlýn und Šimek überflutet wurden. 1964 wurde Červený Újezdec zusammen mit Vlastec nach Oslov eingemeindet. Seit dem 24. November 1990 gehört Červený Újezdec wieder zur Gemeinde Vlastec. Im Jahre 1991 hatte Vůsí 38 Einwohner, beim Zensus von 2001 lebten in den 13 Wohnhäusern 41 Personen.

## Ortsgliederung
Der Ortsteil Červený Újezdec ist auch Teil des Katastralbezirkes Vlastec.

## Sehenswürdigkeiten
- Schloss Červený Újezdec, der dreiflügelige eingeschossige Renaissancebau mit großem Innenhof entstand zwischen 1554 und 1572 durch Umbau der alten Feste, am Nordflügel befand sich ein offener Arkadengang, der jetzt vermauert ist. Nach 1948 wurde das Schloss als Depot und zu Wohnzwecken genutzt. Nach der Privatisierung wurde das Schloss zum Teil instand gesetzt, der Eigentümer bewirtschaftet den Hof und betreibt einen Beherbergungsbetrieb.
- Kapelle der hl. Rosalia auf dem Dorfplatz am Teich
- Nischenkapelle des hl. Johannes von Nepomuk auf Haus Nr. 8, erbaut in der 1. Hälfte des 18. Jahrhunderts
- Eisenbahnbrücke bei Červená, der 253 m lange Bau auf zwei steinernen Pfeilern von 68 m Höhe entstand zwischen 1886 und 1889. Sie war die erste Eisenbahnbrücke in Böhmen, die ohne Gerüst in fliegender Montage errichtet wurde.

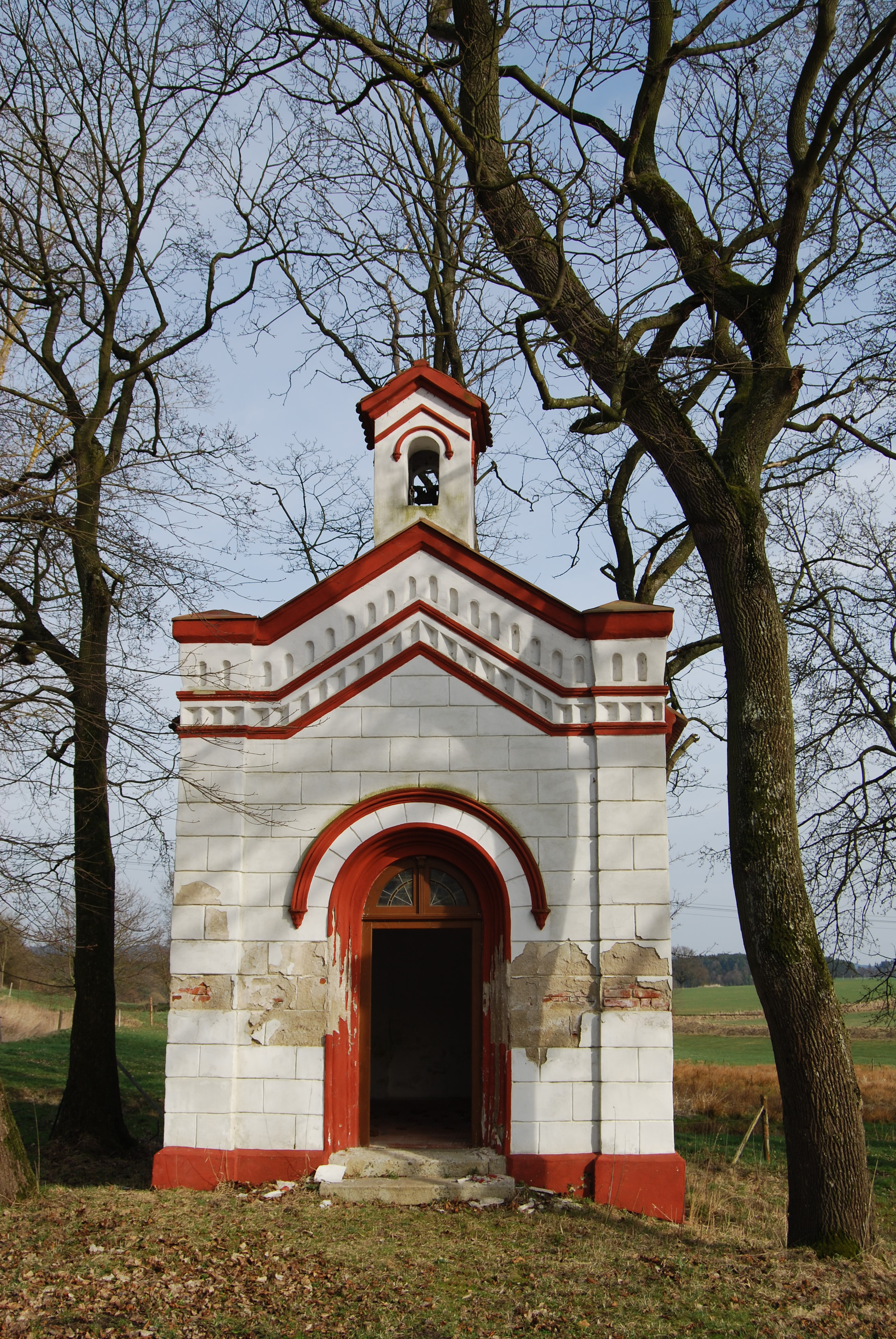
Kapelle der hl. Rosalia am Dorfplatz
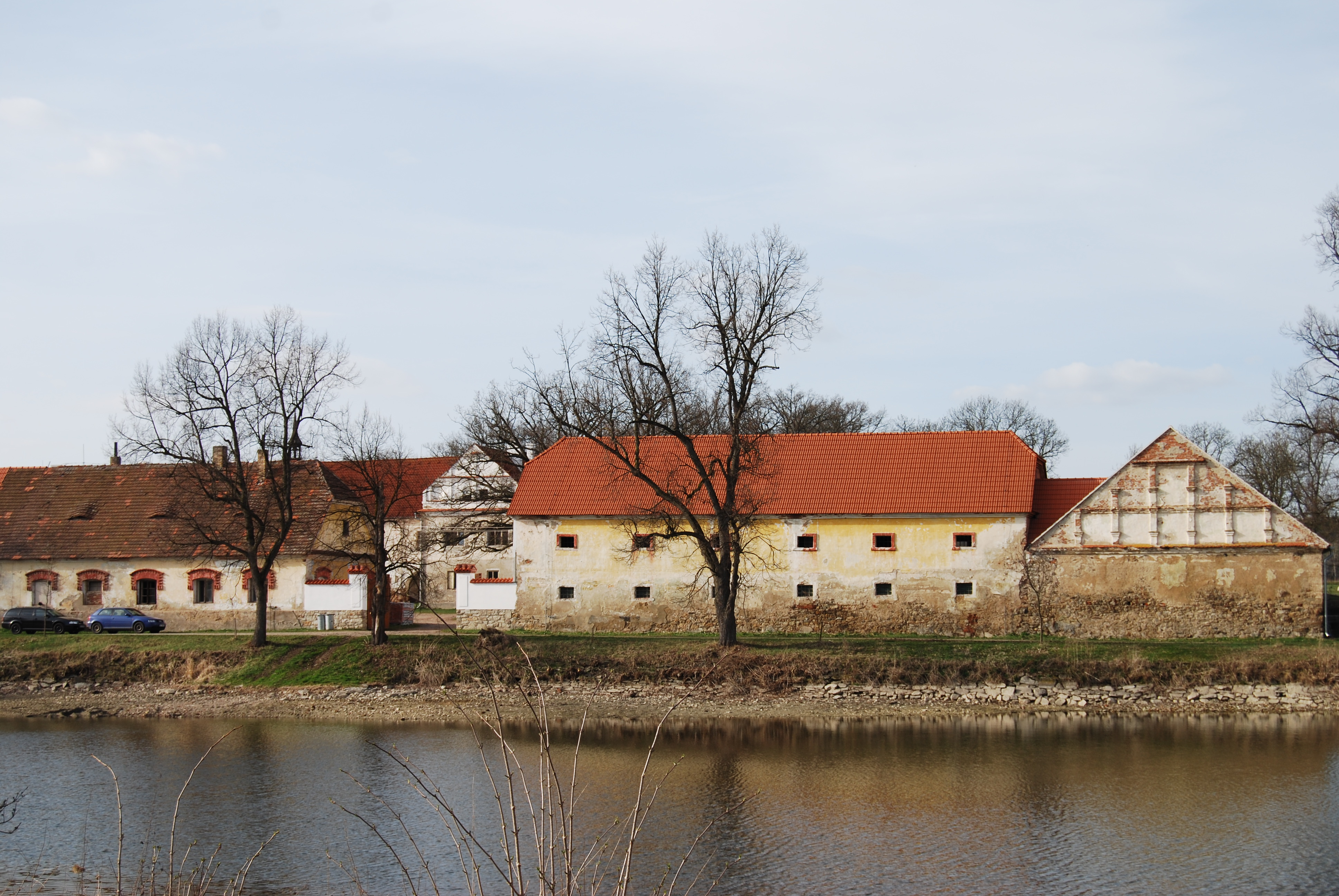
Gutshof
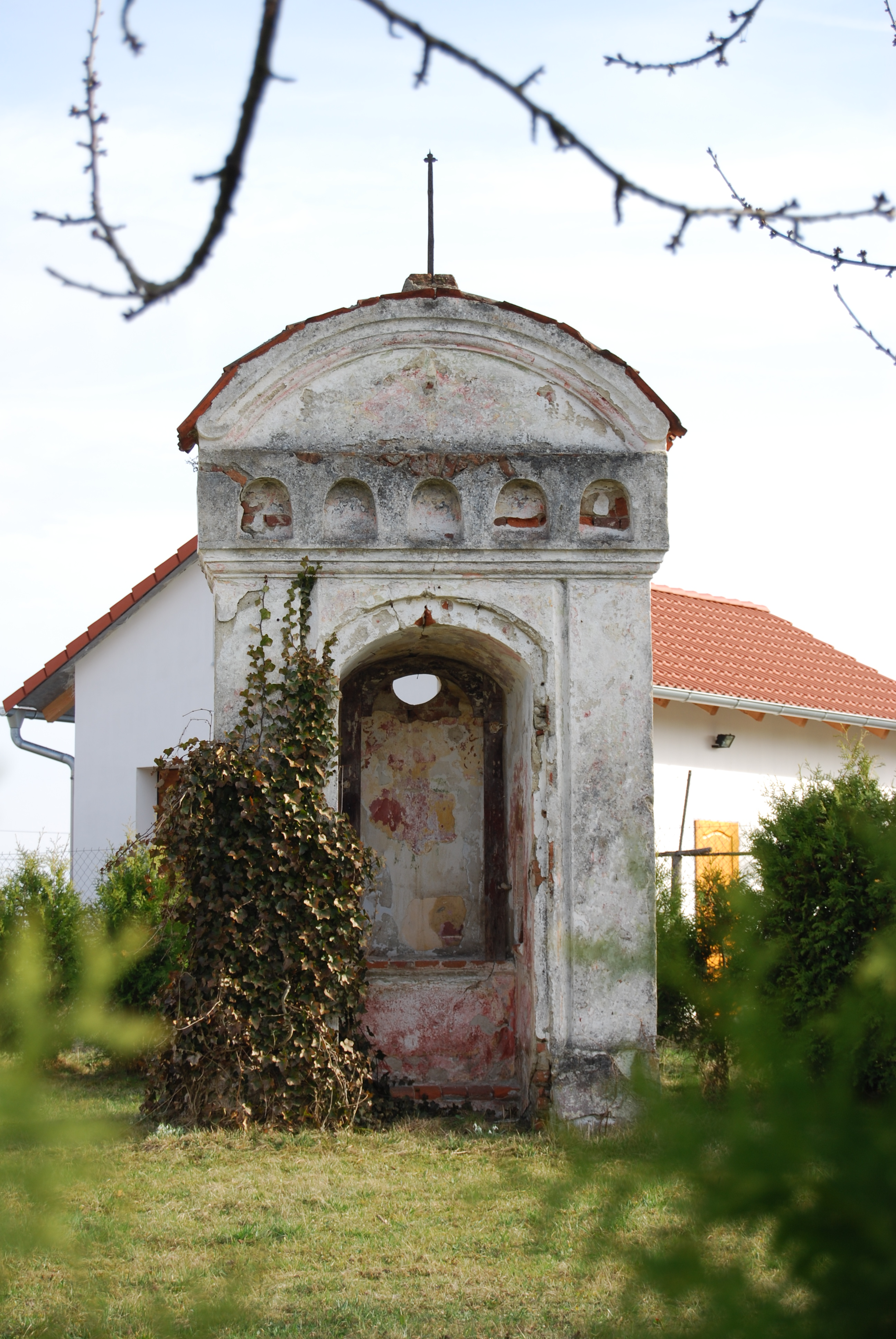
Nischenkapelle des hl. Johannes von Nepomuk